# Handebol nos Jogos Pan-Americanos de 2023
Os torneios de handebol nos Jogos Pan-Americanos de 2023 em Santiago, Chile, foram realizados de 24 de outubro a 4 de novembro de 2023 no Ginásio Poliesportivo, localizado em Viña del Mar. Um total de oito equipes masculinas e femininas (cada uma consistindo em até 14 jogadores) competiram nos respectivos torneios, totalizando 224 competidores.
A equipe vencedora em cada gênero conquistou uma vaga aos Jogos Olímpicos de 2024 em Paris, na França.

## Qualificação
Um total de oito equipes masculinas e oito equipes femininas competiram no Pan em cada torneio. O Chile, como país-sede, recebeu classificação automática para ambos os eventos, e as demais equipes se classificarem em torneios de classificação.
Masculino
| Evento                                      | Datas                                  | Local            | Vagas | Classificados               |
| ------------------------------------------- | -------------------------------------- | ---------------- | ----- | --------------------------- |
| País-sede                                   | —                                      | —                | 1     | Chile                       |
| Jogos Pan-Americanos Júnior de 2021         | 29 de novembro – 4 de dezembro de 2021 | Cali             | 1     | Brasil                      |
| Jogos Sul-Americanos de 2022                | 11–15 de outubro de 2022               | Assunção         | 2     | Argentina · Uruguai         |
| Eliminatória USA-CAN                        | 9 e 11 de março de 2023                | Colorado Springs | 1     | Estados Unidos              |
| Jogos Centro-Americanos e do Caribe de 2023 | 2–7 de julho de 2023                   | San Salvador     | 2     | Cuba · República Dominicana |
| Repescagem                                  | 3–5 de agosto de 2023                  | Luque            | 1     | México                      |
| Total                                       |                                        |                  | 8     |                             |

Feminino
| Evento                                      | Datas                            | Local            | Vagas | Classificados     |
| ------------------------------------------- | -------------------------------- | ---------------- | ----- | ----------------- |
| País-sede                                   | —                                | —                | 1     | Chile             |
| Jogos Pan-Americanos Júnior de 2021         | 23–28 de novembro de 2021        | Cali             | 1     | Argentina         |
| Jogos Sul-Americanos de 2022                | 6–10 de outubro de 2022          | Assunção         | 2     | Brasil · Paraguai |
| Eliminatória USA-CAN                        | 10 e 13 de novembro de 2022      | Lansing Montreal | 1     | Canadá            |
| Jogos Centro-Americanos e do Caribe de 2023 | 23 de junho – 8 de julho de 2023 | San Salvador     | 2     | Cuba · Porto Rico |
| Repescagem                                  | 3–5 de agosto de 2023            | Santo Domingo    | 1     | Uruguai           |
| Total                                       |                                  |                  | 8     |                   |

## Nações participantes
| CON                      | Masculino | Feminino | Jogadores |
| ------------------------ | --------- | -------- | --------- |
| ARG Argentina            | Yes       | Yes      | 28        |
| BRA Brasil               | Yes       | Yes      | 28        |
| CAN Canadá               |           | Yes      | 14        |
| CHI Chile                | Yes       | Yes      | 28        |
| CUB Cuba                 | Yes       | Yes      | 28        |
| USA Estados Unidos       | Yes       |          | 14        |
| MEX México               | Yes       |          | 14        |
| PAR Paraguai             |           | Yes      | 14        |
| PUR Porto Rico           |           | Yes      | 14        |
| DOM República Dominicana | Yes       |          | 14        |
| URU Uruguai              | Yes       | Yes      | 28        |
| Total: 11 CONs           | 8         | 8        | 224       |

## Medalhistas
| Evento             | Ouro | Prata | Bronze |
| ------------------ | --- | --- | --- |
| Masculino detalhes | Mariano Cánepa Leonel Maciel Juan Bar Santiago Baronetto Nicolás Bonanno Federico Fernández Nicolás Bono Pedro Martínez Gaston Mouriño Federico Pizarro Ignacio Pizarro Diego Simonet Pablo Simonet Pablo Vainstein James Parker ARG Argentina          | João Pedro Silva Leonardo Abrahão José Toledo Rogério Moraes Ferreira Thiagus dos Santos Rangel da Rosa Matheus da Silva Leonardo Dutra Haniel Langaro Leonardo Terçariol Rudolph Hackbarth Hugo Monte Gustavo Rodrigues Jean Pierre Dupoux BRA Brasil | Sebastián Ceballos Erwin Feuchtmann Emil Feuchtmann Esteban Salinas Felipe García Benjamín Illesca Vicente González Rodrigo Salinas Muñoz Matías Paya Daniel Ayala Danilo Salgado Cristián Moll Ramírez Aaron Codina Francisco Ahumada Víctor Donoso CHI Chile |
| Feminino detalhes  | Gabriela Moreschi Bruna de Paula Mairiane Fernandes Tamires Araújo Ana Paula Rodrigues Larissa Araújo Adriana Castro Giulia Guarieiro Francielle da Rocha Marcela Arounian Jhennifer dos Santos Patrícia Matieli Renata Arruda Mariana Costa BRA Brasil | Marisol Carratú Sofía Rivadeneira Manuela Pizzo Ayelén García Rocío Campigli Luciana Mendoza Fátima Rosalez Giuliana Gavilán Malena Cavo Macarena Gandulfo Elke Karsten Carolina Bono Micaela Casasola Lucía Dalle Crode ARG Argentina                 | Fátima Acuña Ada Miskinich Fernanda Insfrán Kamila Rolón Jazmín Mendoza Karina dos Santos Kiara Vergara Camila Feschenko Delyne Leiva Fátima Ocampos María Paula Fernández Belinda Bobadilla Maggie Lugo María Espinoza PAR Paraguai                           |

## Quadro de medalhas
| Ordem | País          | Medalha de ouro | Medalha de prata | Medalha de bronze |   |
| ----- | ------------- | --------------- | ---------------- | ----------------- | - |
| 1     | ARG Argentina | 1               | 1                |                   | 2 |
|       | BRA Brasil    | 1               | 1                |                   | 2 |
| 3     | CHI Chile     |                 |                  | 1                 | 1 |
|       | PAR Paraguai  |                 |                  | 1                 | 1 |
| TOTAL | TOTAL         | 2               | 2                | 2                 | 6 |